# Oleg Novgorodski
Oleg Novgorodski (starovzhodnoslovansko: Ѡлегъ, Ольгъ, staronordijsko: Helgi, hazarsko: verjetno Helgu), poznan tudi kot Oleg Prerok (rusko Олег Вещий, Oleg Vešči), † 912 ali 922, je bil varjaški knez (konung), ki je v zgodnjem 10. stoletju vladal vsem ali vsaj delu starih Rusov. Rusko prestolnico je iz Novgoroda prestavil v Kijev, kjer je postavil temelje močne države Kijevske Rusije. Najmanj enkrat je napadel prestolnico Bizantinskega cesarstva Konstantinopel.
Staroslovanske kronike o njem pišejo, da je bil vrhovni vladar Rusov od leta 882 do 912. Datuma sta po mnenju nekaterih zgodovinarjev sporna, ker se ne ujemata s podatki iz drugih virov, na primer iz Schechterjevega pisma, ki omenja dejavnosti nekega kagana z imenom HLGW še v poznih 40. letih 10. stoletja med vladanjem bizantinskega cesarja Romana I. Olegovo sorodstvo z vodilno rusko dinastijo Rurikov, predvsem z njegovim naslednikom Igorjem Kijevskim, je med zgodovinarji še vedno predmet razprav.
Po njem se imenuje jedrska podmornica Knjaz Oleg.

## Oleg v ruskih kronikah
Primarna kronika pravi, da je bil Oleg sorodnik, verjetno svak, prvega ruskega vladarja Rurika. Rurik mu je zaupal skrb nad svojim kraljestvom in mladim sinom Ingvarjem – Igorjem. Oleg je postopoma prevzel oblast nad mesti ob Dnepru, katerim sta pred njim vladala varjaška vojskovodja Askold in Dir in nazadnje prestavil prestolnico iz Novgoroda v Kijev. Nova prestolnica je bila dobro izhodišče za vojne pohode proti Bizantinskemu cesarstvu in leta 911 je napadel Konstantinopel. Kronika govori tudi o tem, da so ga Bizantinci poskusili zastrupiti, Oleg pa je dokazal svojo jasnovidnost in je čašo z zastrupljenim vinom zavrnil. Med napadom na Konstantinopel je pribil svoj ščit na mestna vrata in dosegel ugodno trgovsko pogodbo, ki je nazadnje prinesla veliko korist obema državama. Bizantinski viri njegovega napada ne omenjajo, tekst pogodbe pa se je v Primarni kroniki ohranil.
Kratek opis Olegovega življenja v Primarni kroniki se razlikuje od opisov v drugih zgodnjih virih, predvsem v Novgorodski prvi kroniki, ki trdi, da Oleg ni bil  Rurikov sorodnik, ampak skandinavski vazalni knez, ki je bil poveljnik Rurikove vojske. Novgorodska prva kronika ne navaja datumov Olegovega vladanja, navaja pa, da je umrl leta 922 in ne leta 912. Zgodovinarji so primerjali to datiranje s približno tridesetletnim skupnim vladanjem Olega in Igorja iz Primarne kronike. Primarna kronika in drugi kijevski viri trdijo, da je Oleg pokopan v Kijevu, medtem ko novgorodski viri trdijo, da je pokopan v grobni gomili v Ladogi.

### Legenda o smrti Olega Preroka
Primarna kronika Olega imenuje Prerok (rusko вещий), kar namiguje na posvečen pomen njegovega nordijskega imena (svečenik), pa tudi na okoliščine njegove smrti. Po legendi, ki jo je romantiziral Aleksander Puškin v svoji slavni baladi »Pesem o modremu Olegu«, mu je poganski svečenik prerokoval, da bo umrl zaradi svojega žrebca. Ponosen na svojo jasnovidnost je Oleg svojega konja poslal stran. Mnogo let kasneje je vprašal, kje je njegov konj, pa so mu odgovorili, da je poginil. Oleg je želel videti njegove posmrtne ostanke in odpeljali so ga na mesto, kjer so ležale žrebčeve kosti. Ko se je s škornjem dotaknil konjeve lobanje, je iz nje prilezla kača in ga ugriznila. Oleg je umrl in prerokba se je uresničila. V skandinavskem izročilu se je legenda ohranila v sagi o Orvar-Oddu.

## Helgu iz Schechterjevega pisma
Primarna kronika navaja, da je Oleg umrl leta 913 in da je njegov naslednik Igor Kijevski vladal od njegove smrti do leta 944, ko so ga umorili. Schechterjevo pismo, ki ga je pisal neznan judovski Hazar svojemu sodobniku, bizantinskemu cesarju Romanu I. Lekapenu, opisuje dejavnosti nekega ruskega vojskovodje HLGW (hebrejsko: הלגו), katerega ime se običajno prečrkuje kot »Helgu«. Mnogi zgodovinarji so dolgo časa omalovaževali in zavračali del Schechterjevega pisma, ki omenja Helguja (Olega) še v 40. letih 10. stoletja.
Zgodovinarji, med katerimi sta tudi David Christian in Constantine Zuckerman, so nedolgo tega ugotovili, da podatke iz Schechterjevega pisma potrjujejo razne druge ruske kronike in namigujejo na borbo v zgodnji ruski državi med strankami, ki so podpirale Olega in strankami, ki so podpirale Rurikoviča Igorja, v kateri je bil Oleg nazadnje poražen. Zuckermann je tudi predlagal, da se morajo zgodnje ruske kronike na podlagi teh virov časovno uskladiti. Zuckermann, pa tudi drugi zgodovinarji, ki so preučevali te vire, so prepričani, da so Hazari izgubili Kijev šele v zgodnjem 10. stoletju in ne leta 882, kot se običajno trdi, da Igor ni bil Rurikov sin, pač pa daljnji potomec in da Oleg ni bil Rurikov neposredni naslednik, ampak da je med njima še neka »izgubljena generacija«.
Posebno zanimanje zgodovinarjev vzbuja podatek iz Schechterjevega pisma, ki govori o Olegovi smrti. Oleg naj bi namreč pobegnil in napadel FRS, kar morda pomeni Perzijo, kjer so ga ubili. Trditev se presenetljivo dobro ujema z zapisi arabskih zgodovinarjev, na primer ibn Miskavejha, ki so opisali podoben ruski napad na muslimansko državo Aranijo leta 944.

## Poskusi uskladitve poročil
Primarna kronika in kasnejša Kijevska kronika v nasprotju z Zuckermanom trdita, da je Olegov grob v Kijevu in je bil v času, ko sta kroniki nastajali, še viden. Zgodovinarji opozarjajo tudi na naslednje neskladje: če bi Oleg resnično nasledil Rurika leta 879, kot trdijo vzhodnoslovanske kronike, bi težko bil še aktiven skoraj sedemdeset let kasneje, razen če bi bil izredno star, česar pa srednjeveške kronike ne omenjajo.
Da bi rešili ta problem, so zgodovinarji predpostavili, da »helgu« v staronorveškem jeziku pomeni »svét« in da je bil to dedni naslov ruskih poganskih vladarjev-svečenikov in da ga je kot takega nosil tudi Igor. Strokovnjaki so predpostavili tudi možnost, da je bil Helgu-Oleg, ki je sprožil vojno v 940. letih, neka tretja oseba in ne eden od obeh Rurikovih naslednikov. Lahko bi bil eden od  »pravičnih velikih knezov«, ki so omenjeni v rusko-bizantinskih pogodbah iz leta 911 in 944 ali eden od »ruskih arhontov«, ki jih omenja De administrando imperio. Primarna kronika na žalost ne opisuje sorodstvenih vezi med manj pomembnimi knezi iz Rurikove dinastije, med člani Rurikove dinastije v poznem 10. in 11. stoletju pa kljub temu omenja Rurika, Olega in Igorja.
Georgij Vernadski povezuje Olega iz Schechterjeve kronike z Igorjevim anonimnim najstarejšim sinom, katerega vdova Pereslava je omenjena v rusko-bizantinski pogodbi iz leta 944, V. J. Petruhin pa drugi strani špekulira, da je Helgu-Oleg iz 940. let eden od lokalnih knezov iz Černigova, katerega vladajoča dinastija je vzdrževala zelo tesne stike s Hazarijo. Petruhinovo trditev morda potrjujejo odkritja iz Črne gomile (ukrajinsko: Чорна могила [Čorna mogila]), velike kraljeve grobne gomile, ki so jo odkrili v bližini Černigova.
Akademska večina zaenkrat ni potrdila nobene od teh teorij.